# Kaspar Stanggassinger
Blahoslavený Kašpar Stanggassinger (12. ledna 1871, Berchtesgaden – 26. září 1899) byl německý řehoník-redemptorista. Katolická církev jej uctívá jako blahoslaveného.

## Život
Kašpar se narodil v roce 1871 v městečku Berchtesgaden na hranici Bavorska a Rakouska, měl ještě 15 sourozenců. Výchovu dětí obstarávala především matka, neboť otec byl velice pracovně vytížen.
Již od dětství cítil Kašpar povolání ke kněžství. Jako desetiletý odešel studovat na královské gymnázium do Freisingu. 22. října 1890 vstoupil do freisingského kněžského semináře.

## Vstup do kongregace redemptoristů
Za dva roky zažádal o přijetí do kongregace Nejsvětějšího Vykupitele - redemptoristů. Otec o jeho řeholnictví nechtěl ani slyšet. 6. října 1892 bez rozloučení s otcem (rozloučil se pouze s matkou a sourozenci) odešel do kláštera v Gars am Inn. První sliby složil 18. října 1893 v Dürrenbergu. Slibům byl přítomen už i jeho otec, který mu nakonec odpustil a dal svůj souhlas.
Kašpar měl zvláštní lásku k chudým, viděl v nich trpícího Krista. Jeho představení rozpoznali jeho pedagogické schopnosti a tak se necelých šest měsíců po svém kněžském svěcení Kašpar stal zástupcem ředitele na gymnáziu. Ke studentům nepřistupoval jako představený, ale spíše jako otec k dětem. Chodil s nimi na výlety, velice rád je bral do svého rodiště. Dne 22. září 1899 byl jmenován ředitelem redemptoristického juvenátu v Gars am Inn.

## Smrt
V této době začal pociťovat prudké bolesti v břiše, vyšetření zjistilo perforaci slepého střeva. Dne 29. září 1899 zemřel, ředitelem juvenátu byl pouhých 6 dní.
Dne 28. dubna 1988 jej papež Jan Pavel II. beatifikoval.

## Odkazy

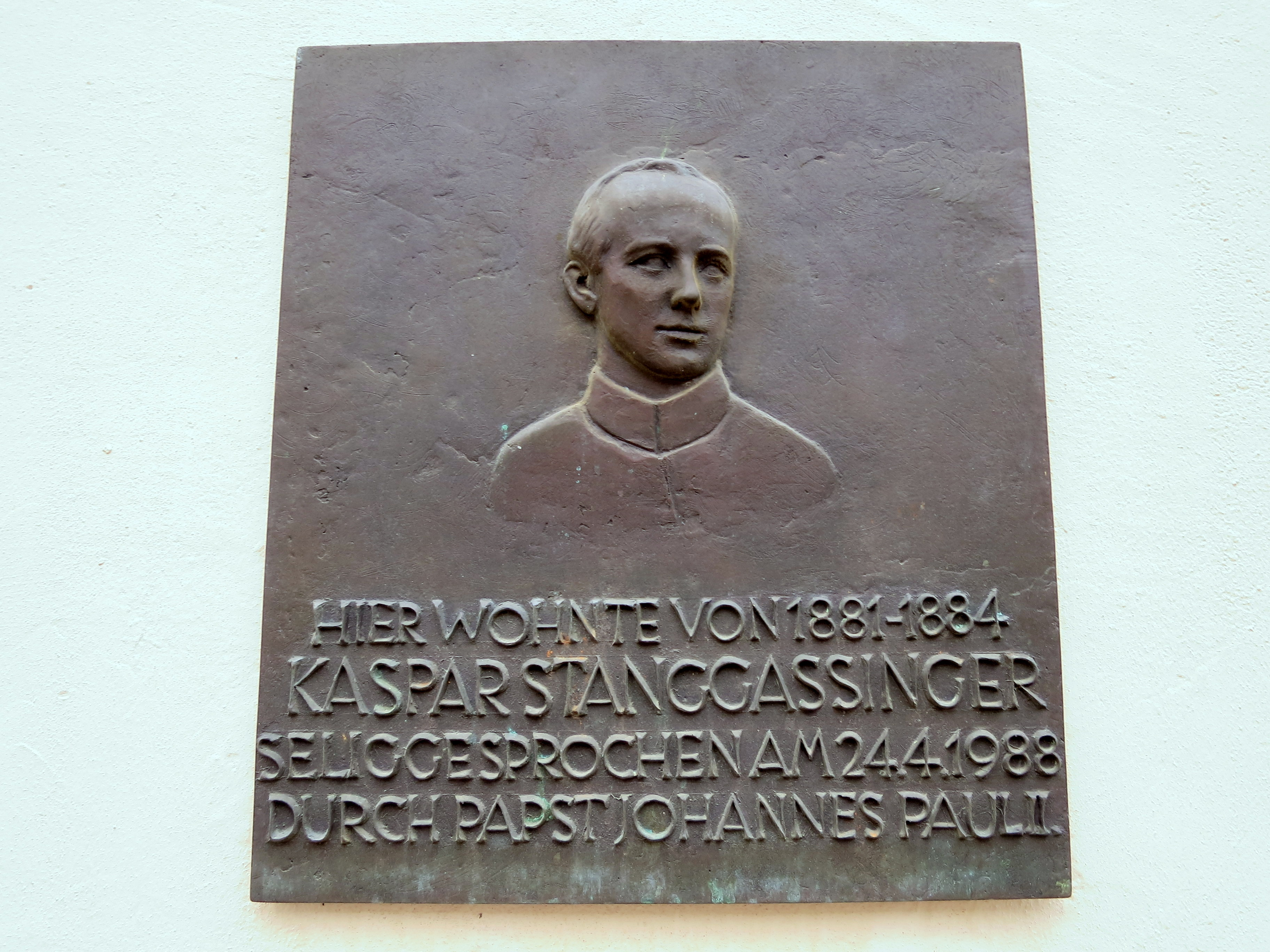
Pamětní deska